# Deutscher Fernsehpreis/Bester Schauspieler Nebenrolle
Dieser Artikel listet die Nominierungen und die Gewinner des Deutschen Fernsehpreises in der Kategorie Bester Schauspieler Nebenrolle von 1999 bis 2009 auf. Die Gewinner wurden in einer geheimen Abstimmung durch eine unabhängige Jury ermittelt.

## Geschichte
Von 1999 bis 2009 wurden stets unter der Kategorie Bester Schauspieler Nebenrolle Schauspieler ausgezeichnet, die als Nebendarsteller in Filmen oder Serien mitwirkten. Eine Ausnahme war im Jahr 2007, damals wurden die beiden Kategorien Bester Schauspieler Nebenrolle und Beste Schauspielerin Nebenrolle zur Kategorie Beste Schauspieler Nebenrolle fusioniert. Jedes Jahr wurde von drei Nominierungen ein Preisträger bestimmt, 2007 jedoch von fünf Nominierungen.
Dieser Artikel befasst sich ausschließlich mit Kategorien, in den die Schauspieler als Nebendarsteller in Filmen und Serien mitwirkten. Der Artikel Deutscher Fernsehpreis/Bester Schauspieler befasst sich mit den Kategorien, in den die Schauspieler als Hauptdarsteller in Filmen und seit 2016 ebenfalls in Serien mitwirkten. Die Serien-Hauptdarsteller bzw. deren Kategorien wurden zuvor von 1999 bis 2006 einzeln ausgezeichnet und wird im Artikel Deutscher Fernsehpreis/Beste Schauspieler Serie behandelt.

### Rekorde
Die folgende Liste ist eine Aufzählung von Rekorden der häufigsten Nominierten und Gewinnern in der Kategorie Bester Schauspieler Nebenrolle. Die Gewinner und Nominierten in den anderen Schauspieler-Kategorien werden nicht mitgezählt.
| Statistik                          | Person          | Anzahl | Jahr        |
| ---------------------------------- | --------------- | ------ | ----------- |
| Häufigste Nominierungen (* = Sieg) | Jürgen Hentsch  | 2      | 1999, 2004* |
| Häufigste Nominierungen (* = Sieg) | Michael Gwisdek | 2      | 2005, 2008* |

## Gewinner und Nominierte
Die folgende Tabelle, geordnet nach Jahrzehnten, listet alle Gewinner und Nominierte auf.

### 1990er
| Jahr | Preisträger    | für den Film/die Filme und/oder für die Serie/Serien | Sender  | Nominierung |
| ---- | -------------- | ---------------------------------------------------- | ------- | --- |
| 1999 | Martin Benrath | Der Laden                                            | ARD/ORB | Jürgen Hentsch für Mein Kind muß Leben (ARD/SWR/Arte/DRS) und Die Mörderin (ZDF) Oscar Ortega Sánchez für 36 Stunden Angst (Sat.1) |

### 2000er
| Jahr  | Preisträger             | für den Film/die Filme und/oder für die Serie/Serien | Sender                 | Nominierung |
| ----- | ----------------------- | ---------------------------------------------------- | ---------------------- | --- |
| 2000  | Jürgen Tarrach          | Tatort: Norbert                                      | ARD/BR                 | Oliver Bröcker für Zehn wahnsinnige Tage (ARD/SWR/Arte) Oliver Hasenfratz für Die Cleveren: Der Polizeifan (RTL) |
| 2001  | Uwe Ochsenknecht        | Vera Brühne                                          | Sat.1                  | Karl Fischer für Der Briefbomber (ZDF/ORF/Arte) Sebastian Koch für Der Tunnel (Sat.1) |
| 2002  | Jürgen Schornagel       | Doppelter Einsatz: Der Mörder in Dir                 | RTL                    | Martin Feifel für Operation Rubikon (ProSieben) Rudolf Krause für Unter Verdacht: Verdecktes Spiel (ZDF/Arte) |
| 2003  | Christoph Waltz         | Jagd auf den Flammenmann                             | Sat.1                  | Martin Glade für Doppelter Einsatz: Einer stirbt immer (RTL) Heinrich Schmieder für Männer häppchenweise (ProSieben) |
| 2004  | Jürgen Hentsch          | Im Schatten der Macht                                | ARD/NDR/MDR/Arte       | Frank Giering für Der Mörder ist unter uns (ZDF) Hermann Lause für Der Mörder ist unter uns (ZDF) |
| 2005  | Michael Fitz            | Marias letzte Reise                                  | ARD/BR                 | Michael Gwisdek für Abschnitt 40: Terroristen (RTL) Hinnerk Schönemann für Der Boxer und die Friseuse (ARD/NDR/Arte) |
| 2006  | Ulrich Noethen          | Die Luftbrücke                                       | Sat.1                  | Henry Hübchen für Die Nachrichten (ZDF) Jan-Gregor Kremp für Allein gegen die Angst (ZDF) |
| 20071 | Gabriela Maria Schmeide | Die Flucht                                           | ARD/BR/WDR/SWR/hr/Arte | Volker Bruch für Nichts ist vergessen (ARD/WDR) und Rose (ARD/BR/SWR/Arte) Anneke Kim Sarnau für Dr. Psycho (ProSieben) Ludwig Trepte für Guten Morgen, Herr Grothe (ARD/WDR) Roeland Wiesnekker für Blackout – Die Erinnerung ist tödlich (Sat.1) |
| 2008  | Michael Gwisdek         | Das Wunder von Berlin                                | ZDF                    | Florian David Fitz für Doctor’s Diary – Männer sind die beste Medizin (RTL) Thomas Sarbacher für Bella Block: Weiße Nächte (ZDF) |
| 2009  | Florian Bartholomäi     | Bloch: Schattenkind                                  | ARD/SWR/WDR            | Fabian Hinrichs für Tatort: Borowski und die heile Welt (ARD/NDR) Axel Prahl für Die Patin – Kein Weg zurück (RTL/ORF) |

1 2007 wurde die beiden Kategorien Bester Schauspieler Nebenrolle und Beste Schauspielerin Nebenrolle zur Kategorie Beste Schauspieler Nebenrolle fusioniert. Somit wurde die beste männliche oder weibliche Nebenrolle in einer Kategorie ausgezeichnet.